# 七都乡
七都乡，是中华人民共和国江西省吉安市永丰县下辖的一个乡镇级行政单位。

## 行政区划
七都乡下辖以下地区：
黄家村、牛山村、松江村、洋洲村、车头村、邵家村、曾家村、舍下村、蹄洲村、丰树村和客田村。